# Мальдивы
Мальди́вы (мальд. ދިވެހިރާއްޖެ [d̪iʋehi ɾaːd͡ʒːʒe]), официальное название — Мальди́вская Респу́блика (мальд. ދިވެހިރާއްޖޭގެ ޖުމުހޫރިއްޔާ [d̪iʋehi ɾaːd͡ʒːʒeːge d͡ʒumhuːɾijjaː] Дивехи Раджжеге Джумхурийя), — островное государство в Южной Азии, располагающееся на группе атоллов к югу от полуострова Индостан на стыке Аравийского и Лаккадивского морей Индийского океана. Крупнейшее в мире «коралловое» государство и наименьшее по площади государство Азии.
Столица — город Мале. Государственный язык — мальдивский — индоарийский язык, родственный санскриту.
Население — 402 071 человек, в том числе 338 434 гражданина и 63 637 неграждан (итоги переписи 20 сентября 2014). Государственная религия — ислам.

## Этимология
Название островов Maldives или Malédives происходит от индоевропейской основы male через санскр. मालाद्वीप [maːlaːdˈviːpa] от санскр. माला [ˈmaːlaː] («выделяться в рельефе», «возвышаться», «расти») и санскритского форманта द्वीप [dˈviːpa] «остров»; по одной из версий, название появилось либо от синг. මාල දිවයින [ˈmaːla diˈvaina] «острова ожерелья», либо от там. மாலைத்தீவு «гирлянда островов». Ни одно из этих названий не упоминается в литературе до XI века, но классические санскритские произведения ведийского периода упоминают «Сто тысяч островов» — Лакшадвип (санскр. लक्षद्वीप [lakˈʃɑːdwiːp]) — общее название, которое относилось не только к Мальдивам, но и Лаккадивским островам и архипелагу Чагос.
Средневековые арабские путешественники, такие как Ибн Баттута, называли Мальдивы Махал Дибийат (араб. محل ديبية‎ [maˈḥal diːbiːˈjaːt]) от араб. محل‎ махал «дворец» от неверной интерпретации местного названия берберским путешественником, побывавшим в мусульманской части Северной Индии и современном Пакистане, где значительна доля персидских и арабских заимствований[прояснить]. Это название в настоящее время начертано на свитке государственного герба Мальдивских Островов. Современное литературное арабское название Мальдив — Дибаджат (араб. المَلَديف‎).
В Европу название островов пришло через нидерл. Maldivische Eilanden [mɑlˈdivisə ˈʔɛilɑndə(n)] и англ. Maldives.

## Физико-географическое положение

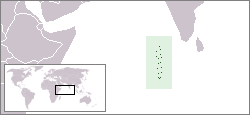
Расположение Мальдив в Индийском океане

Мальдивы относятся к южноазиатскому региону. Расположены в экваториальных водах Индийского океана примерно в 450 км к юго-западу от южной оконечности Индостана. Западное побережье омывается водами Аравийского моря, к его акватории также относится и внутреннее пространство Мальдив. В то же время, восточное побережье архипелага омывается водами Лаккадивского моря.
Архипелаг представляет собой протянувшуюся строго с севера на юг цепь из 26 атоллов, в состав которых входит 1192 коралловых островка. Островки ненамного возвышаются над уровнем океана: самая высокая точка архипелага — на южном атолле Адду (Сиену) — 2,4 м. Общая площадь, исчисляемая вместе со внутренними водами, — 90 тыс. км², территория суши — 298 км². Столица Мале — единственный город и порт архипелага — расположена на одноимённом атолле.
Осуществляется намыв новых территорий, в частности, в результате строительства искусственного острова Хулхумале, связанного автодорогой со столицей Мале, удалось прирастить площадь на 4 квадратных километра. 

### Климат
Мальдивские острова имеют устойчивый тропический муссонный климат (Am) в соответствии с климатической классификацией Кёппена, на который влияет достаточно большая территория Южной Азии. Поскольку на Мальдивах самая низкая высота среди всех стран в мире, — температура постоянно высокая и влажная. Это вызывает дифференциальное нагревание земли и воды. Постоянно наблюдается приток влажного морского воздуха из Индийского океана — муссонов.
Переход от сухого северо-восточного муссона к влажному юго-западному муссону происходит в течение апреля и мая. В этот период юго-западные ветра способствуют формированию юго-западного муссона, который достигает Мальдивских островов в начале июня и преобладает до конца августа. Тем не менее погодные условия на Мальдивах не всегда соответствуют муссонным режимам Южной Азии. Годовое количество осадков в среднем составляет 2540 мм на севере и 3810 мм на юге. Муссонное влияние больше на севере Мальдивских островов, чем на юге — это обусловлено наличием экваториальных течений.
| Показатель                                        | Янв.  | Фев.  | Март  | Апр.  | Май   | Июнь  | Июль  | Авг.  | Сен.  | Окт.  | Нояб. | Дек.  | Год     |
| ------------------------------------------------- | ----- | ----- | ----- | ----- | ----- | ----- | ----- | ----- | ----- | ----- | ----- | ----- | ------- |
| Средний суточный максимум, °C                     | 30,3  | 30,7  | 31,4  | 31,6  | 31,2  | 30,6  | 30,5  | 30,4  | 30,2  | 30,2  | 30,1  | 30,1  | 30,6    |
| Средняя температура, °C                           | 28,0  | 28,3  | 28,9  | 29,2  | 28,8  | 28,3  | 28,2  | 28,0  | 27,8  | 27,8  | 27,7  | 27,8  | 28,2    |
| Средний суточный минимум, °C                      | 25,7  | 25,9  | 26,4  | 26,8  | 26,3  | 26,0  | 25,8  | 25,5  | 25,3  | 25,4  | 25,2  | 25,4  | 25,8    |
| Среднее число солнечных часов в месяц             | 248,4 | 257,8 | 279,6 | 246,8 | 223,2 | 202,3 | 226,6 | 211,5 | 200,4 | 234,8 | 226,1 | 220,7 | 2,778,2 |
| Норма осадков, мм                                 | 114,2 | 38,1  | 73,9  | 122,5 | 218,9 | 167,3 | 149,9 | 175,5 | 199,0 | 194,2 | 231,1 | 216,8 | 1901,4  |
| Температура воды, °C                              | 27,0  | 27,0  | 28,0  | 29,0  | 29,0  | 28,0  | 28,0  | 27,0  | 27,0  | 28,0  | 28,0  | 27,0  | 27,8    |
| Источник: Всемирная метеорологическая организация |       |       |       |       |       |       |       |       |       |       |       |       |         |

## Флора и фауна
На суше обитают ахатины гигантские, раки-отшельники, а в воздухе — летучие лисицы, серые цапли.

### Водный мир
Воды вокруг Мальдив включают в себя несколько различных экосистем, но наиболее известны они своим разнообразием красочных коралловых рифов, где проживает 1100 видов рыб, 5 видов морских черепах, 21 вид китов и дельфинов, 187 видов кораллов, 400 видов моллюсков и 83 вида иглокожих. Кроме того, здесь обитают многие виды ракообразных: 120 видов веслоногих, 15 видов бокоплавов, а также более 145 видов крабов и 48 видов креветок.
Среди представленных здесь семейств: иглобрюхие, луциановые, ставридовые, крылатки, восточные сладкогубы, рифовые акулы, груперы, угреобразные, цезиевые, щетинозубые, эфипповые, губановые, орляковые скаты, скорпеновые, омары, голожаберные, рыбы-ангелы, рыбы-бабочки, голоцентровые, рыбы-солдаты, стеклянные окуни, хирурговые, долгохвостые, спинороговые, рыбы-наполеоны и барракуды.
Эти коралловые рифы населяют разнообразные морские экосистемы от планктонных организмов до китовых акул. Губки приобрели большое значение после того, как у пяти видов обнаружили противоопухолевые и противораковые свойства. В 1998 году температура воды поднялась на 5 °C в связи с явлением Эль-Ниньо, что вызвало обесцвечивание кораллов и гибель ⅔ организмов, обитающих в коралловых рифах.
В попытке вызвать возобновление роста рифов учёные разместили электрифицированные конусы на глубине около 6,1—18,3 м, чтобы обеспечить субстрат для прикрепления личинок кораллов. В 2004 году учёные заметили регенерацию кораллов. Кораллы стали выпускать в воду розово-оранжевые яйца и сперму. Рост этих электрифицированных кораллов был в пять раз быстрее по сравнению с обычными кораллами.
Сейчас коралловые рифы Мальдив находятся в процессе восстановления. В нём принимают участие правительственные и общественные организации, частные компании и отели-резорты, граждане Мальдивской Республики и туристы. В акваториях островов устраиваются питомники кораллов, которые постепенно расширяются, заселяются рифовыми рыбами и другими представителями фауны Индийского океана.

## История

### Древние времена, первые поселенцы
Первые мальдивские поселенцы не оставили никаких археологических артефактов. Их жилища, вероятно, были построены из дерева, пальмовых ветвей и других подручных материалов, которые достаточно быстро разлагались в тёплой и влажной среде тропического климата. Более того, вожди древних мальдийцев не жили в каменных дворцах и замках, а их религия не требовала строительства больших храмов или величественных сооружений.
Архипелаг был заселён более двух тысячелетий назад дравидами и индоариями — выходцами из Цейлона (ныне — Шри-Ланка) и южной Индии. Исследования мальдивских устных и других культурных традиций указывают на участие дравидов в формировании современной мальдивской нации. Археологические находки самых ранних периодов связаны с буддистским этапом в истории островов. Это многочисленные каменные ступы и так далее. В V—VII веках на островах появились арабы и персы.

### Средние века
Первое письменное упоминание об островах датировано 947 годом, вероятно именно тогда их посетил арабский проповедник. 7 июля 1153 года Мальдивы впервые упоминаются как султанат, а вскоре официальной религией большинства островов архипелага провозглашается ислам. В 1344 году на острова прибыл известный арабский путешественник Ибн Баттута, который 18 месяцев служил кади.
С XIV века по 1968 год островами правила династия Диди. В XVI веке усиливается борьба между Португалией и Голландией за господство в регионе. В 1558 году португальцы захватили Мале. Во время восстания местного населения 1573 года португальцы были изгнаны с территории Мальдив (в отдельных источниках указывается, что их полностью истребили).
Нынешний алфавит «Тану Акуру» введён в оборот в XVI веке. В языке динехи отслеживается ощутимое влияние арабских наречий. В 1640 году на островах высадились голландцы и более века острова находились «под опекой» голландского Цейлона (Шри-Ланка). В XVIII веке Мале было разграблено пиратами.

### Колониальный период

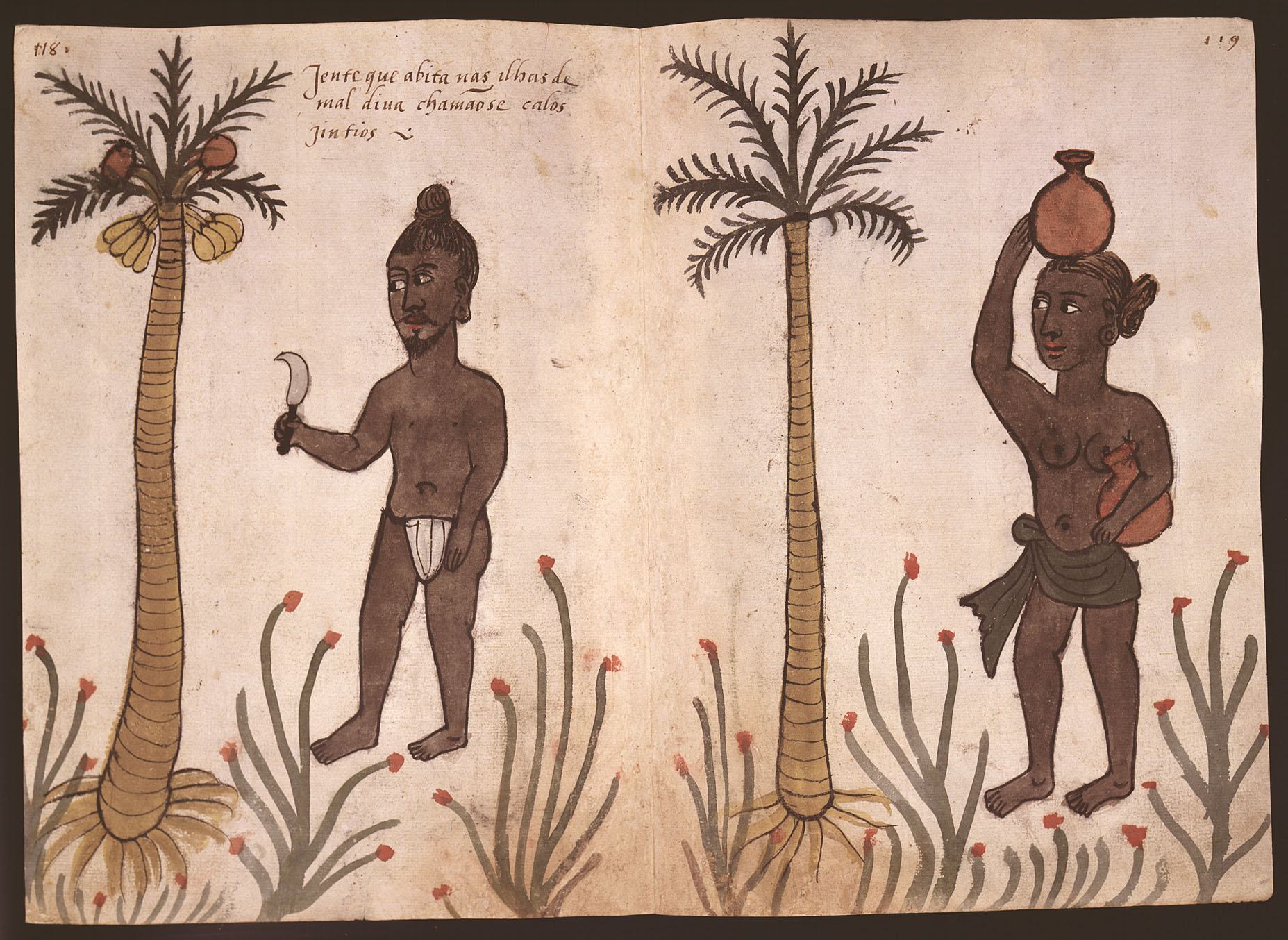
Анонимная португальская иллюстрация 16 века, содержащаяся в Códice Casanatense, изображающая жителей Мальдивских островов. Надпись гласит: «народ, населяющий Мальдивы, называется Калос»

В 1558 году португальцы основали на Мальдивах небольшой гарнизон и торговый пост. Управляли они своей новой колонией из Гоа. Попытки навязать христианство на островах и атоллах спровоцировали местное население на восстание во главе с Мухаммадом Тхакуруфаану аль-Азамом и его двумя братьями, которые пятнадцать лет спустя изгнали португальцев с Мальдивских островов. Это событие теперь отмечается как Национальный день Мальдивской Республики. В середине XVII века голландцы, которые заменили португальцев в качестве доминирующей власти на Цейлоне, установили гегемонию на Мальдивах, особенно не вникая в местные дела, которые регулировались в соответствии с многовековыми исламскими обычаями.
В 1796 году британские войска изгнали голландцев с Цейлона, а Мальдивы включили в список своих колоний. В 1860-х годах, в результате ряда восстаний во главе с членами исламистской организации «Мусталитив» британские войска вынуждены были покинуть Мальдивы. Вскоре победа клана Какааге, что был на стороне Англии, над кланом Азириге — вернула британцев на архипелаг, которые в конце 1887 года объявили о создании протектората Мальдивы.
16 декабря 1887 губернатор Цейлона подписал договор с султаном островов, согласно которому Мальдивы оставались под защитой Великобритании, сохраняя за собой право на внутреннее самоуправление без права принимать решения по вопросам внешней политики, обороны и суверенитета.
Статус островов в период британского правления ничем не отличался от других британских протекторатов в регионе Индийского океана того времени. В 1892 году Великобритания заключила с местными правителями так называемые «Исключительные соглашения», значительно ограничивающие права мальдивской власти.
Во времена «британской эпохи», которая длилась до 1965 года, на Мальдивах действовала исполнительная власть во главе с султаном, избираемым Меджлисом. Британские правители не видели ничего плохого в развитии института конституционной монархии на Мальдивах. Первая Конституция была принята в 1932 году. Однако соглашения с Великобританией не предоставляли полновластие султану и правительства, что вскоре привело к восстанию. Конституцию публично отменили.
Во время Второй мировой войны на атоллах Ган, Хитаду и Адду была размещена британская военная база, где действовал временный торговый пункт, позволяющий военным получать топливо и другое сырьё. 27 февраля 1941 у берегов атолла Адду затонул итальянский крейсер «Ramb I».

### Республика
В 1943 году султан Хасан Нураддин II отрёкся от престола. Избранный новым султаном Абдул Маджид также отказался от трона, в результате чего страной стал управлять Регентский совет во главе с сыном Абдул Маджида, — Хасаном Фаридом. В 1952 году Абдул Маджид и Хасан Фарид скончались, и парламент избрал Мохаммеда Амина следующим в линии наследования трона, однако султан решил перейти на республиканскую форму правления и в 1953 году после проведённого референдума стал первым президентом Мальдив, отменив султанат, который существовал 812 лет.
За годы своего правления Амин Диди провёл реформу образования и рассмотрел некоторые вопросы применены прав защиты женщин. Во время его лечения на Цейлоне правительство было свергнуто, и когда Амин вернулся на родину, его отправили в заключение на остров Каафа. С помощью группы сторонников он попытался вернуться в Мале, но попытка не удалась, и он был снова заключён на острове. Состояние здоровья Амина ухудшилось, и его перевели в тюрьму на острове Вихаманафуши, где он и умер в 1954 году.
После падения республики был проведён очередной референдум, на котором 98 % избирателей проголосовали за восстановление монархии. 7 марта 1954 султанат был восстановлен — султаном избрали Мохаммеда Фареда Диди. 

### Объединённая республика Сувадиве
В 1958 году было провозглашено непризнанное государство Сувадиве, которое просуществовало до 1963 года. Основной политической линией руководства была программа на отделение от Мальдивского султаната и создание республики. В её состав входили атоллы Адду, Хувадху и город Фувахмулах на атолле Гнавияны. Столицей государства был избран город Хизатху на атолле Адду.
Президентом объявленной республики был избран Абдуллах Афид (1916—1993), который был образованным человеком и хорошо понимал английский язык, работая переводчиком на британской военной базе. После падения республики он был сослан на Сейшельские острова, где скончался через 30 лет. Южные островитяне всё ещё вспоминают его как «своего Афида».

### II Республика
Полностью независимой Мальдивская Республика стала 26 июля 1965 года. Султанат ликвидирован 11 ноября 1968 года, после чего было введено президентское правление и образована республика. Первым президентом был избран Ибрагим Насир.
11 ноября 1978 года президентом стал Момун Абдул Гаюм. В организацию Британского Содружества страна вновь вступила в 1982 году. 4 ноября 1988 Гаюм, опираясь на помощь 1600 индийских парашютистов, подавил попытку военного переворота, которую совершили тамильские наёмники из Шри-Ланки. Его переизбирали президентом в 1983, 1988, 1993 и 1998 годах. Вторая Конституция Мальдив была принята 1 января 1998 года.
В августе 2008 года были легализованы поправки, согласно которым президент республики будет избираться всенародным голосованием. Ранее главу государства избирали депутаты Народного меджлиса тайным голосованием, а после выбор парламентариев одобрялся всенародным референдумом.
В первых проведённых всенародных выборах в истории Мальдив участвовали пять кандидатов. Среди них: тогдашний президент М. А. Гаюм, кандидат от оппозиционной мальдивской демократической партии М. Нашид и представитель Республиканской партии, бывший министр финансов — Гасим Ибрагим. Первым президентом Республики Мальдивы, избранным всенародно, стал Мохамед Нашид. Кандидат от оппозиции набрал 54 % голосов, тогда как действующий президент Момун Абдул Гаюм — 46 %. Явка на выборах составила 87 %, при этом в стране насчитывалось 209 000 избирателей. Таким образом, тридцатилетнее правление Гаюма закончилось.
17 ноября 2013 пост президента занял кандидат от Прогрессивной партии Абдулла Ямин. Судья Ахмед Абдулла Диди признал победу недействительной, так как 5623 голоса принадлежали недееспособным лицам, среди которых были и умершие, а также некоторым лицам на время выборов не исполнилось 18 лет. Всё же он стал шестым президентом республики, несмотря на обвинения в подтасовке голосования.

## Население
Численность населения — 344 023 (20 сентября 2014). Самая большая концентрация — в Мале. Многие из островов Мальдив необитаемы.

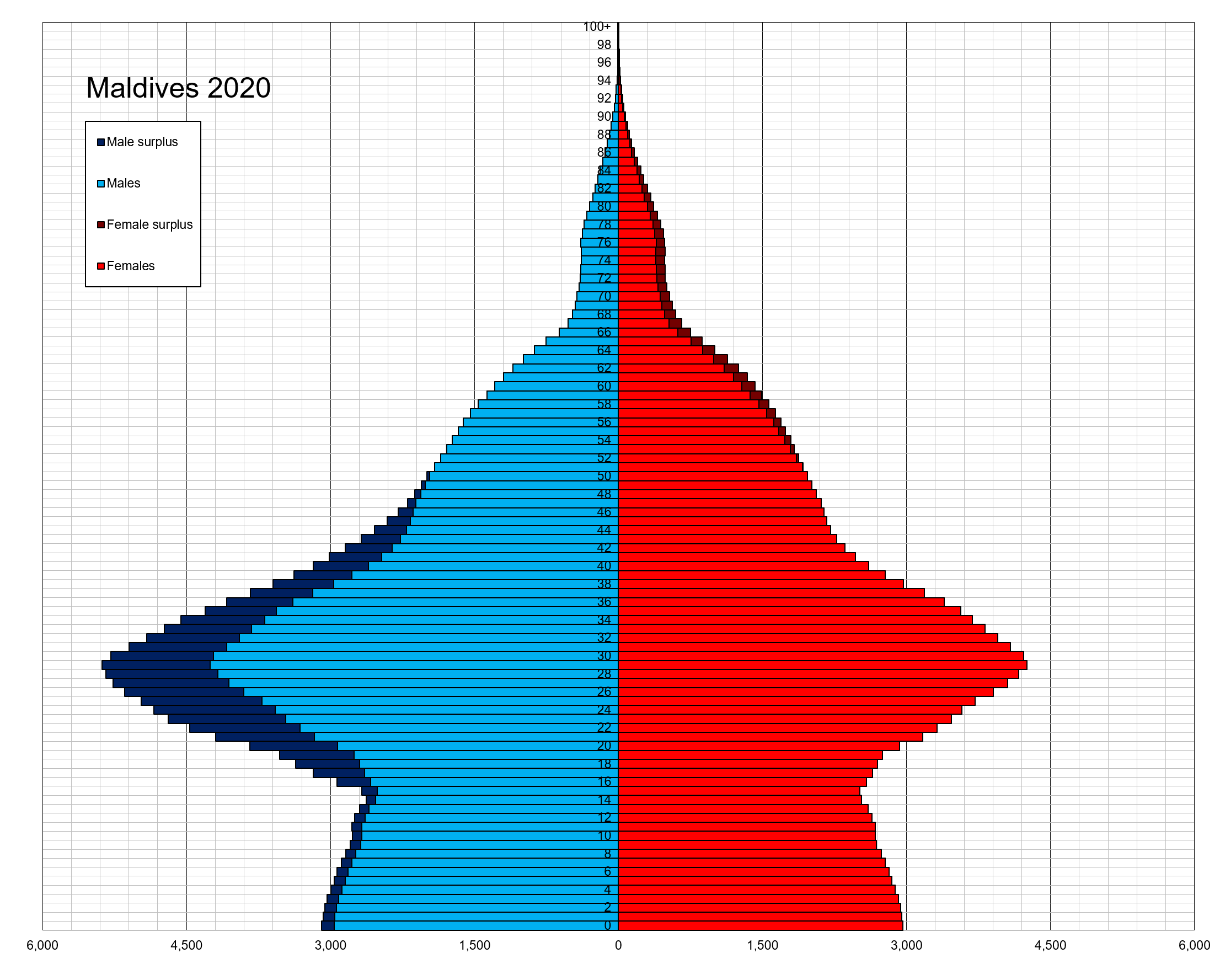
Демографическая пирамида населения Мальдив на 2020 год

Прирост населения 2,69 %: естественный прирост населения — 1,80 %, положительное миграционное сальдо — 0,89 % (2014).
Подавляющее большинство населения — потомки выходцев из Южной Азии и Ближнего Востока. В столице проживает некоторое количество индийцев, пакистанцев, арабов и сингалов.

### Язык
Официальный язык — мальдивский — индоарийский язык, близкий к сингальскому, с заимствованиями из арабского и английского языков.
С XVIII века для его записи используется собственная письменность — тана, одна из немногих, которая не происходит от протосемитского письма или брахми: согласные буквы в ней происходят от арабских и индийских цифр, гласные — из диакритических знаков арабского письма. Орфография — в основном фонетическая. Образованная часть населения владеет арабским и английским языками.

## Административно-территориальное устройство
Мальдивы — унитарное государство. В административном отношении страна разделена на 20 островных групп.

## Политическое устройство

### Государственный строй

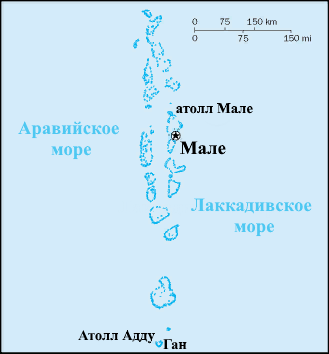
Карта Мальдивских островов
(CIA, The World Factbook, 2004)

Президентская республика. Глава государства и исполнительной власти — президент, который возглавляет Кабинет министров и назначает его членов. Президент избирается парламентом, но кандидат должен быть утверждён на общенациональном референдуме и получить минимум 51 % голосов. Общий срок президентских полномочий не ограничен.
Новая Конституция Мальдив, принятая в августе 2008 года, уделяет большое внимание защите прав человека, формированию органов местного самоуправления, разграничению полномочий между ветвями власти, причём полномочия президента резко сокращаются. Закрепляется многопартийная политическая система, вводятся независимые Комиссия по гражданской службе и Комиссия по правам человека, Верховный суд и Избирательная комиссия.

#### Законодательная власть
Высшим законодательным органом является однопалатный парламент — Меджлис, избираемый на пятилетний срок путём прямого голосования. Он состоит из 93 депутатов. Последние парламентские выборы состоялись 21 апреля 2024 года, спикером с ноября 2023 года является Мохамед Аслам. Принимаемые парламентом законопроекты подлежат обязательному утверждению президентом, который вправе вернуть документ для повторного рассмотрения. В случае одобрения 2/3 голосов законопроекта, возвращённого для повторного рассмотрения, президент обязан придать ему силу закона. По традиции сессии парламента созываются 2—3 раза в год.
Избирательным правом наделены все граждане страны, достигшие 21-летнего возраста.

#### Исполнительная власть
Президент является главой государства и возглавляет кабинет министров (пост премьер-министра упразднён в 1975 г.), члены которого назначаются им из числа депутатов парламента или из корпуса государственных служащих. Президент по своему усмотрению назначает и увольняет министров из числа депутатов парламента или государственных чиновников. Он не несёт прямой ответственности перед меджлисом за свою деятельность. В 2008 г. в соответствии с новой Конституцией, были проведены первые в истории страны президентские выборы на многопартийной основе, в результате которых завершилась 30-летняя эпоха президентства Момун Абдул Гаюма. Новым президентом стал Мохамед Нашид. Созданный пост вице-президента занял М. В. Х. Манику.
Высший исполнительный орган — кабинет министров. В ноябре 2008 г. было приведено к присяге новое правительство в составе 14 министров.

#### Судебная власть
Органы судебной власти — Верховный суд, 8 судов низшей инстанции и 19 местных судов на атоллах. Значительной судебной властью пользуются местные руководители — главы администраций атоллов (верины), назначаемые президентом и ответственные только перед ним и формально перед правительством. Они осуществляют контроль за деятельностью глав островов (катибов). При примате светских законов значительную роль продолжают играть законы шариата, во многом определяющие жизнь мальдивского общества. К примеру, гарантируется свобода слова и собраний, создания ассоциаций и обществ, если это «не противоречит шариату и закону».

#### Политические партии
По итогам выборов в мае 2009 г.:
- Народная партия — правоцентристская, 28 депутатов
- Демократическая партия — центристская, 26 (президентская)
- Народный альянс — 7
- Партия Дивехи Куамее — 2
- Республиканская партия — 1
- Независимые — 13 депутатов

Не представлены в парламенте — Партия справедливости, Исламская демократическая партия, Социал-либеральная партия.

## Экономика
Основные сферы экономики —  туризм (28 % ВВП) и рыболовство. Благодаря множеству уединенных островков Мальдивы  популярное место отдыха состоятельных туристов. В частности, там часто отдыхают представители саудовской королевской семьи. Власти Мальдив симпатизируют саудовцам до такой степени, что предлагали последним выкупить архипелаг.
ВВП на душу населения в 2010 году, рассчитанный по паритету покупательной способности — 5483 долл. (109-е место в мире по данным МВФ). Ниже уровня бедности — 16 % населения (на 2008 год).

### Сельское хозяйство
Сельское хозяйство развито слабо. Значительная часть продуктов питания импортируется.
Основная местная культура — кокосовая пальма, выращивают также бананы, овощи, фрукты, батат, хлебное дерево.
Остров Тходду — центр сельского хозяйства Мальдив, около половины территории острова занято фермами, выращиваются: папайя, дыни, арбузы, баклажаны, огурцы. Урожай ежедневно переправляется на Мале и далее развозится на другие острова архипелага.

### Промышленный сектор
Пошив одежды, производство ремесленных изделий (циновки, верёвки, кустарный промысел), сувениров, консервирование продуктов, строительство лодок, зданий. В традиционных видах работы в основном заняты женщины.

### Внешняя торговля
Экспорт — 125 млн долл. (в 2008) — рыба (70 %) и почтовые марки.
Основные покупатели: Таиланд — 34,5 %, Великобритания — 13,8 %, Франция — 12,2 %, Италия — 9 %, Шри-Ланка — 8,5 %.
Импорт — 1,2 млрд долл. (в 2008) — нефтепродукты, лодки, продовольствие, одежда, промышленные и потребительские товары.
Основные поставщики: Сингапур — 26,6 %, ОАЭ — 16,5 %, Малайзия — 9,5 %, Индия 9— ,2 %, Таиланд — 4,7 %.

## Транспорт
Основные транспортные средства — парусные и моторные лодки.
Большая часть перевозок осуществляется гидросамолётами и катерами. В столице Мале и на соседнем острове Хулхумале ходят рейсовые автобусы, а также существует система такси. За такси берётся стандартная плата в любой конец острова. Остров Хулхумале соединён с островом-аэропортом Хулуле, на который так же можно добраться на автобусе или такси. Любой мальдивский остров можно пересечь за 1,5—2 часа пешком.
Основным видом местного транспорта является дони (dhoni), традиционное многоцелевое судно, в настоящее время усовершенствованное дизельными двигателями. Большие лодки «ведис» используются для длительных путешествий к отдалённым атоллам. Между островами летает аэротакси Maldivian Air Taxi на самолётах De Havilland Canada DHC-6 Twin Otter.

## Культура

### Религия
Большинство населения исповедуют ислам суннитского толка. Молитвы проводятся пять раз в день во всех мечетях, которые обязательно есть на каждом населённом острове.
По итогам исследования международной благотворительной христианской организации «Open Doors» за 2021 год, Мальдивы занимают 15-е место в списке стран, где чаще всего притесняют права христиан.

### СМИ
Государственная телерадиокомпания — «MNBC» (Maldives National Broadcasting Corporation — «Мальдивская национальная радиовещательная корпорация») включает в себя радиостанции «Dhivehi Raajjeyge Adu» («Голос Мальдив») и «RajjeFM» и телеканал «TVM».

### Кухня
Национальная кухня Мальдивских островов заимствует традиции индийской и арабской кухни. Её нельзя представить без трёх основных ингредиентов: кокосовый орех, рыба и рис.
Десерт — бонди — белые кокосовые палочки, а также различные фруктовые салаты.
В качестве напитка жители предпочитают зелёный чай, употребляемый с большим количеством молока и сахара.

## Дипломатические отношения, консульские вопросы

### Российско-мальдивские отношения
Дипломатические отношения с СССР были установлены в 1966 году. По состоянию на 2019 год интересы Мальдивской Республики в Российской Федерации представляет Посольство Шри-Ланки в России, расположенное в Москве на улице Щепкина д. 24.
Загранучреждений МИД РФ в стране не имеется. Ближайшее дипломатическое представительство Российской Федерации находится в Шри-Ланке — это Посольство Российской Федерации в Демократической Социалистической Республике Шри-Ланка в Коломбо.
В Мальдивской Республике находится Почётный консул Российской Федерации, его резиденция расположена в Мале, однако его статус и полномочия не декларируются.